# Geocell
Geocell (груз. ჯეოსელი) — найбільший оператор мобільного зв'язку в Грузії. Компанія була заснована 1996 року і стала оператором на частоті 900 МГц в березні 1997 року.
Geocell була заснована як спільна грузинсько-турецька компанія. Контрольний пакет компанії належав грузинській стороні.
27 березня 2001 Geocell придбав третій за величиною GSM провайдер Грузії «GT Mobile», перейменував його свою другу філію і почав працювати на частоті 1800 МГц.
Крім стандартних WAP і GPRS послуг компанія володіє ліцензією UMTS (2100 МГц), яка дозволяє надавати послуги 3G, включаючи HSDPA, відеодзвінок, мобільне телебачення та ін.
На сьогодні Geocell охоплює 97% населеної території Грузії і надає роумінгові послуги в 134 країнах по всьому світу. У компанії працює понад 4000 людей, й вона є одним з найбільших наповнювачів бюджету Грузії.
З 2007 року корпорація TeliaSonera є власником Geocell.